# Burgstall Osterwiese
Der Burgstall Osterwiese ist eine abgegangene Höhenburg fünf Kilometer südlich von Schwabach in Bayern.

## Lage
Der Burgstall Osterwiese liegt auf einer Höhe von 432 m ü. NHN auf dem Kegelbuck. Dieser ist der östlichste Ausläufer der Winterleite, dem südlichen Höhenzug des Heidenberges.
Das gemeindefreie Gebiet ist dicht bewaldet und gehört heute zum Landkreis Roth.

## Geschichte

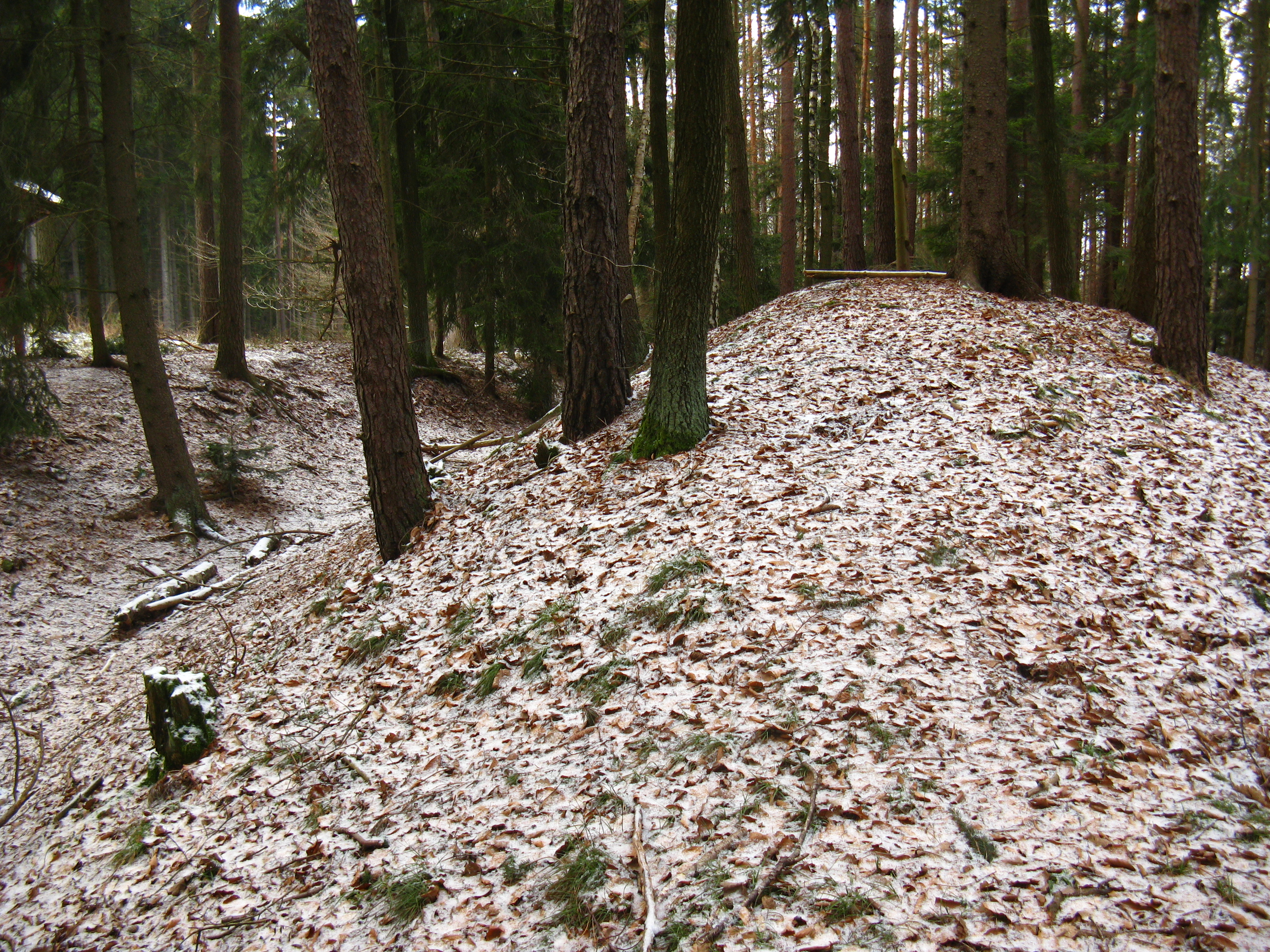
Wall- und Grabenanlage des
Burgstall Osterwiese im Winter

Das 0,5 Hektar große Gelände weist Inventare bis aus der Jungsteinzeit zurück auf, wie Grabungsbefunde belegen. Um 950 wurde die Burganlage auf dem Bergsporn errichtet. Die etwa 1000 Quadratmeter große Burganlage wurde noch in Holz-/Lehmbauweise errichtet. Vermutlich diente sie zur Zeit des Aufstandes von Liudolf dem Schwaben gegen König Otto I. zunächst als Fliehburg vor den noch bis 955 umherziehenden Ungarn. Die im Tal liegenden Flurbezeichnungen Ungarnthaler Weg, Ungarngraben und der Name des nahen Ortes Ungerthal deuten noch heute darauf hin.
Die sogenannte Italerstraße, ein wichtiger Handelsweg, führte an diese Stelle durch einen Hohlweg und war somit dort gut zu kontrollieren. Die exponierte Lage bietet außerdem eine direkte Sichtverbindung nach Schwabach und Nürnberg nach Norden sowie bis Weißenburg nach Süden hin.
Die Grabungsbefunde von 1998 lassen für die mittelalterlichen Fundhorizonte sowohl eine militärische als auch eine gleichzeitige, zivile Nutzung der Burg erkennen. Es wurden dort neben hochwertigen, individualisierten Töpferwaren und uniformen eisernen Pfeilspitzen auch einige Webgewichte (Spinnwirtel) gefunden. Weiterhin ist an den verziegelten Lehmfunden erkennbar, dass die Anlage durch ein Brandereignis zerstört wurde. Es ist heute nicht mehr feststellbar, ob diese durch Blitzschlag, Unachtsamkeit oder durch kriegerische Ereignisse niederging. Anzunehmen ist jedoch, dass auf einen vollständigen Wiederaufbau lediglich wegen des in der Spornlage herrschenden Wassermangels verzichtet wurde; ein eigener Brunnen hätte sehr mühselig in dem anstehenden Sandstein 40 bis 50 Meter tief in den Felsen abgeteuft werden müssen, um in die Grundwassersohle zu gelangen. Unzweifelhaft ist es auch, dass das Gelände über neun Jahrhunderte hinweg zumindest saisonal weiter bewirtschaftet wurde. Die Osterwiese wurde stets einigermaßen vegetationsfrei gehalten (bspw. als Bergweide) und findet noch um 1850 als Festplatz Erwähnung. 
Erhalten sind heute nurmehr die Lichtung und die Wall- und Grabenanlagen; diese sind mit D-5-6732-0019 als Bodendenkmal geschützt.
Das Gelände ist ganzjährig frei zugänglich und es führt ein ausgeschilderter Wanderweg in unmittelbare Nähe vorbei. Eine Infotafel gibt Auskunft über die Geschichte.